# 배리 코빈
배리 코빈(Barry Corbin, 1940년 10월 16일 ~ )은 미국의 배우이다.

## 출연 작품

### 영화
- 사랑의 경주 - 뚱보 역